# Cyber Press Publishing
Pour l’article ayant un titre homophone, voir Cyberpresse.
Cyber Press Publishing est un groupe de presse français, actif entre 1996 et 2007.

## Histoire
Le premier succès du groupe est le mensuel Ciné Live. Le groupe se diversifie ensuite dans la presse vidéoludique et jeunesse avant de reprendre, mi-2004, les magazines musicaux du groupe IXO Publishing alors en cessation de paiements. En décembre 2006, Cyber Press Publishing cède le magazine Ciné Live à Studio Magazine, filiale du groupe belge Roularta. La plateforme monkiosque.fr, spécialisée dans la fourniture d'une offre de presse numérique, est revendue en juillet 2007 à Toutabo.
Une liquidation judiciaire avec poursuite d'activité (1 mois) est prononcée le 7 juin 2007 par le tribunal de commerce de Nanterre,.

## Magazines
En 2004, Cyber Press publiait les magazines suivants :
- Pôle cinéma : Ciné Live, DVD Live, L'Écran fantastique, Toxic.
- Pôle jeux vidéo : Mega Force, La Bible des secrets Playstation, La Bible des secrets Xbox, La Bible des secrets Game Cube, La Bible des secrets collector, Spécial Game Boy, Play Mag, Astuces mania, Idéal PC (Les marques Mega Force et Play Mag sont racheté depuis par Media Force Publishing).
- Pôle jeunesse (revendu en 2007 à Panini[7]) : Kids’mania, Adibou magazine, Bugs Bunny mag, Bugs Bunny jeux, Tom et Jerry, Titi et Grosminet, et Scooby-Doo !.
- Pôle musique : Rolling Stone, Rock sound, Groove, Rap Us, Soul R&B, Trax, Ragga, Hard N' Heavy, Punk Rawk, et X-Rock.